# Gotlands runinskrifter 208
G 208 är en vikingatida runsten som finns inne i Stenkumla kyrka på Gotland. Den står bredvid runstenen G 207.

## Inskriften
Translitterering av runraden:
[b]u[t]muntr : auk : butraifʀ : auk : kunua-(r) [: -]… …tu : stain : þ… … …[at : faþur : si]n : kuþ : h(i)albi : (s)elu : hans : auk : kus : muþiʀ : (b)etr : þen : uiʀ : biþia : kunin · ¶ -(a)… …(a)-(n) (:)
Normalisering till runsvenska:
Botmundr ok Botræifʀ ok Gunnhva[t]r [þæiʀ ræis]tu stæin þ[enna] … …[hv]at(?), faður sinn. Guð hialpi selu hans ok Guðs moðiʀ bætr þæn viʀ biðia kunnin … …
Översättning till nusvenska:
Botmund och Botraiv och Gunnvar [de] reste denna sten [efter] …-vat(?), sin fader. Gud hjälpe hans själ och Guds moder bättre än vi kunna bedja …